# Коджі Хашімото
Коджі Хашімото (яп. 橋本 晃司; нар. 22 квітня 1986, Канадзава, Ішікава) — японський футболіст, який нині виступає за клуб «Судзука Пойнт Ґеттерс» у Японській футбольній лізі. Наразі він є капітаном клубу.
З 2006 року виступав у клубах «Наґоя Ґрампус», «Міто Холліхок», «Омія Ардія» та «Кавасакі Фронтале». Чемпіон Японії. Володар Суперкубка Японії.